# Josephine McKim
Josephine McKim (n. 4 ianuarie 1910, Oil City⁠(d), Pennsylvania, SUA – d. 10 decembrie 1992, Woodstock, New York, SUA) a fost o actriță ce a reprezentat Statele Unite ale Americii, medaliată olimpică. A participat la 2 ediții ale Jocurilor Olimpice (1928, 1932) în care a câștigat două medalii de aur și două medalii de bronz.